# Houss

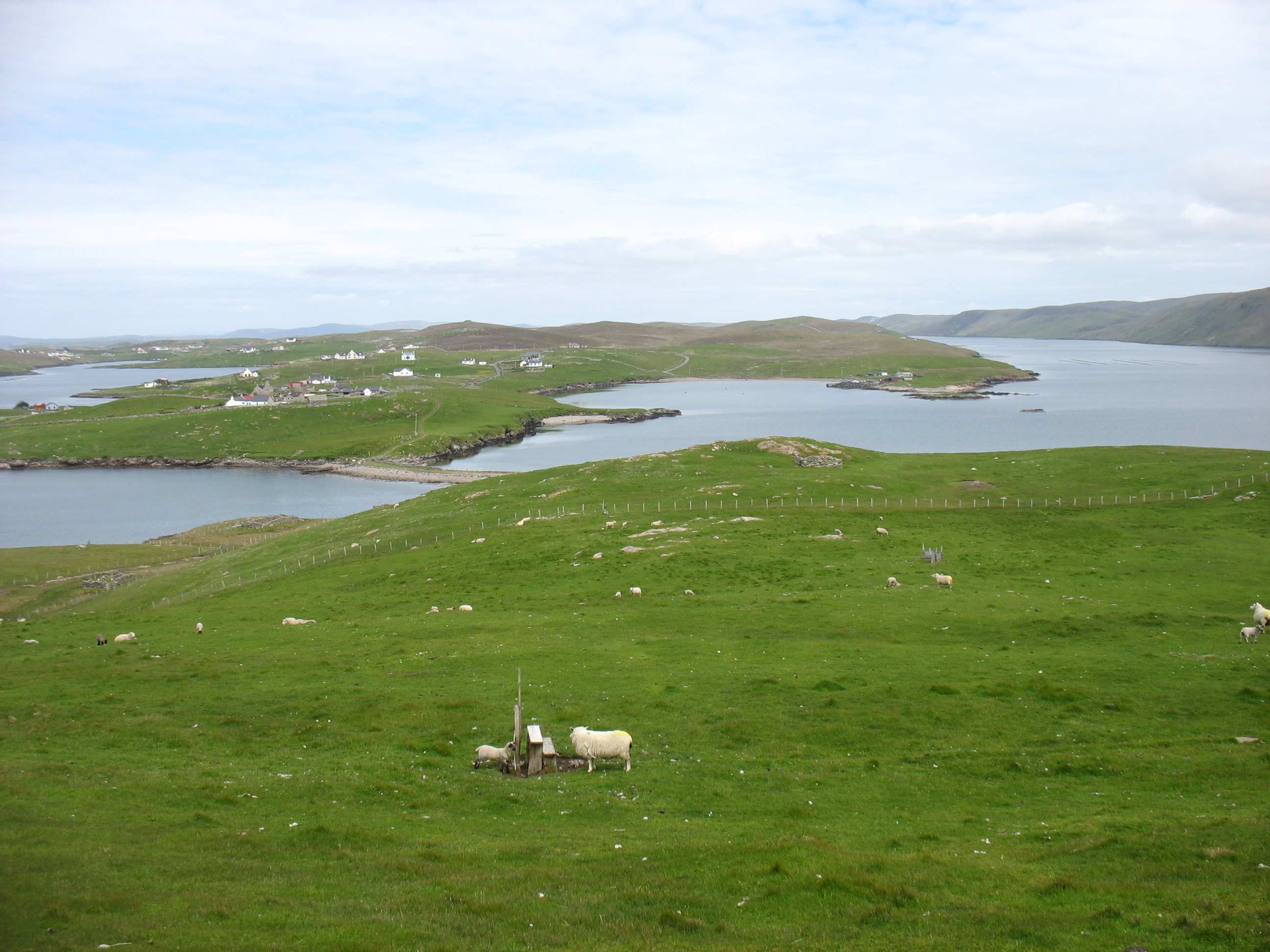
Blick von Süden auf den Ort

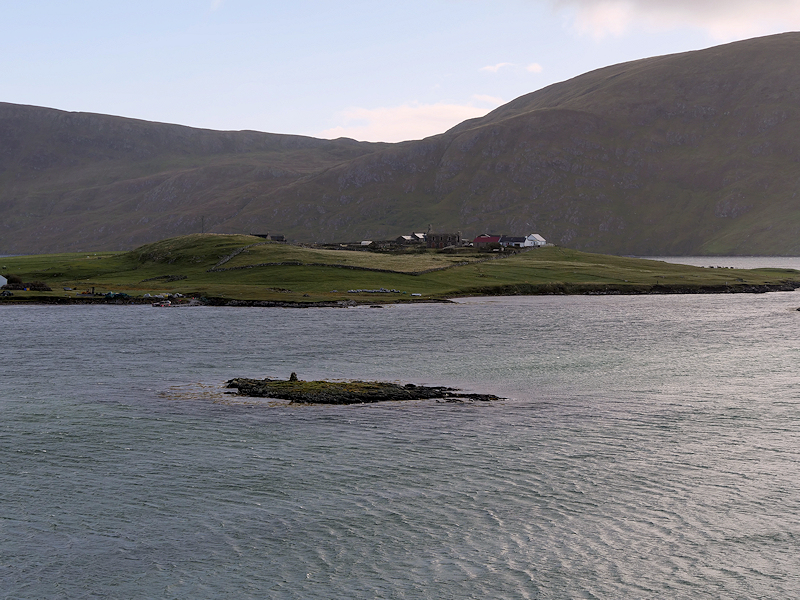
Blick von Westen auf den Ort

Houss ist eine Ortschaft, die im Südwesten der zu Schottland zählenden Shetlands liegt.

## Geographie
Houss ist eine kleine Siedlung, die im Süden der Insel East Burra liegt. Im Westen verläuft der Übergangsbereich zwischen den Meeresbuchten West Voe und South Voe, im Süden des Ortes findet die Insel ihr Ende am Houss Ness. Nach Lerwick sind es 13 Kilometer in nordöstlicher Richtung, Ortschaften in der Nähe sind Symbister im Süden, Papil auf der anderen Seite der Buchten sowie Bridge End im Nordwesten.

## Historisches
Im Rahmen der historischen Gliederung Schottlands in Civil Parishes zählt Houss zu Lerwick. Im Ort ist das Haa of Houss 2000 als Listed Building der Kategorie C eingestuft worden.